# Raymond Monvoisin
Raymond Auguste Monvoisin, conocido también como Raymond Auguste Quinsac Monvoisin (Burdeos, 31 de mayo de 1794 - Boulogne-sur-Seine, 26 de marzo de 1870), fue un pintor francés, que realizó parte importante de su obra en América del Sur. Allí está catalogado entre los llamados pintores viajeros, como Ernest Charton o Mauricio Rugendas y figura como uno de los precursores de las escuelas artísticas de Argentina y Chile.

## Biografía

### Primeros años y estudios
Desde muy temprano mostró una gran facilidad para el dibujo, pero en su adolescencia comenzó la carrera de ingeniero militar por indicación paterna. Sin embargo, a los dieciocho años la abandonó decidido a dedicarse por completo a la pintura. Ingresó en la Escuela de Bellas Artes de Burdeos —estudió en el taller de Pierre Lacour—, de la que egresó en 1812. Durante estos años de formación obtuvo varios premios y ganó fama en su ciudad natal como uno de los mayores jóvenes talentos locales. Cuando la familia real visitó Burdeos, el joven Monvoisin retrató a la duquesa de Angulema, hija del guillotinado Luis XVI, la que pasaría a la historia como María Teresa de Francia. El cuadro gustó a Luis XVIII el nuevo rey restaurado, con cuyo sobrino estaba casada la retratada, lo que significó que Monvoisin fuera recompensado con una buena suma de dinero y que su fama aumentara.
En 1815 se muda a París para completar su formación artística; después de un año de esfuerzos, logra ingresar en marzo en la Escuela de Bellas Artes y se convierte en alumno del taller de Pierre-Narcisse Guérin con quien trabajó en el neoclasicismo y la mitología, temas de plena vigencia en aquel momento entre los académicos. Para subsistir, trabaja como profesor de dibujo en una escuela.

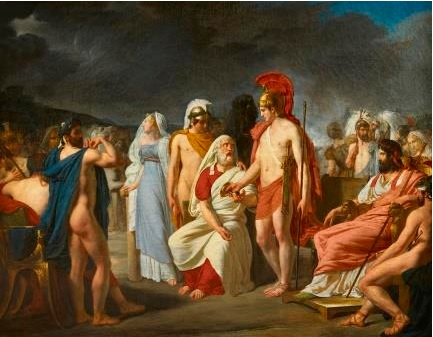
Aquiles pidiendo a Néstor...

Ansioso de conquistar la capital francesa, participa activamente en los Salones de París —por primera vez lo hace en 1819 con el cuadro Jésus-Christ guérissant un possédé—, donde, antes y después de su viaje a América del Sur, presentó decenas de obras, la última en 1867. Su trabajo obtuvo el apoyo de muchos artistas; pronto empezó a vender cuadros a comerciantes, banqueros y, en general, a la nueva clase social burguesa emergente. Pero Monvoisin no se conformaba con este éxito y, como todo pintor joven, anhelaba ganar el Premio de Roma que otorgaba la Casa Real y que consistía en una beca de tres años, con todos los gastos cubiertos, para estudiar arte en la Academia de Francia de la Ciudad Eterna. 
Los primeros intentos no fueron coronados por el éxito. En 1820 estuvo cerca de lograrlo, cuando su tela Aquiles pidiendo a Néstor el premio de la sabiduría en los juegos olímpicos obtuvo el segundo lugar en el codiciado galardón, que aunque era importante por aumentar su fama, no le permitía ir a estudiar a Roma. Al año siguiente volvió a quedar a un paso del triunfo, pero gracias a las influencias de su maestro —que lo protegía y que incluso había logrado conseguirle el encargo de pintar un retrato de Luis XVIII para la Corte de Justicia de Aix-en-Provence— obtuvo una gratificación de cien luises anuales por Orestes y Pílades, suficientes para plasmar su sueño: a fines de 1821 Monvoisin dejó París y partió a la Ciudad Eterna, donde, como todo los becados del rey, se alojó en la Villa Médici.

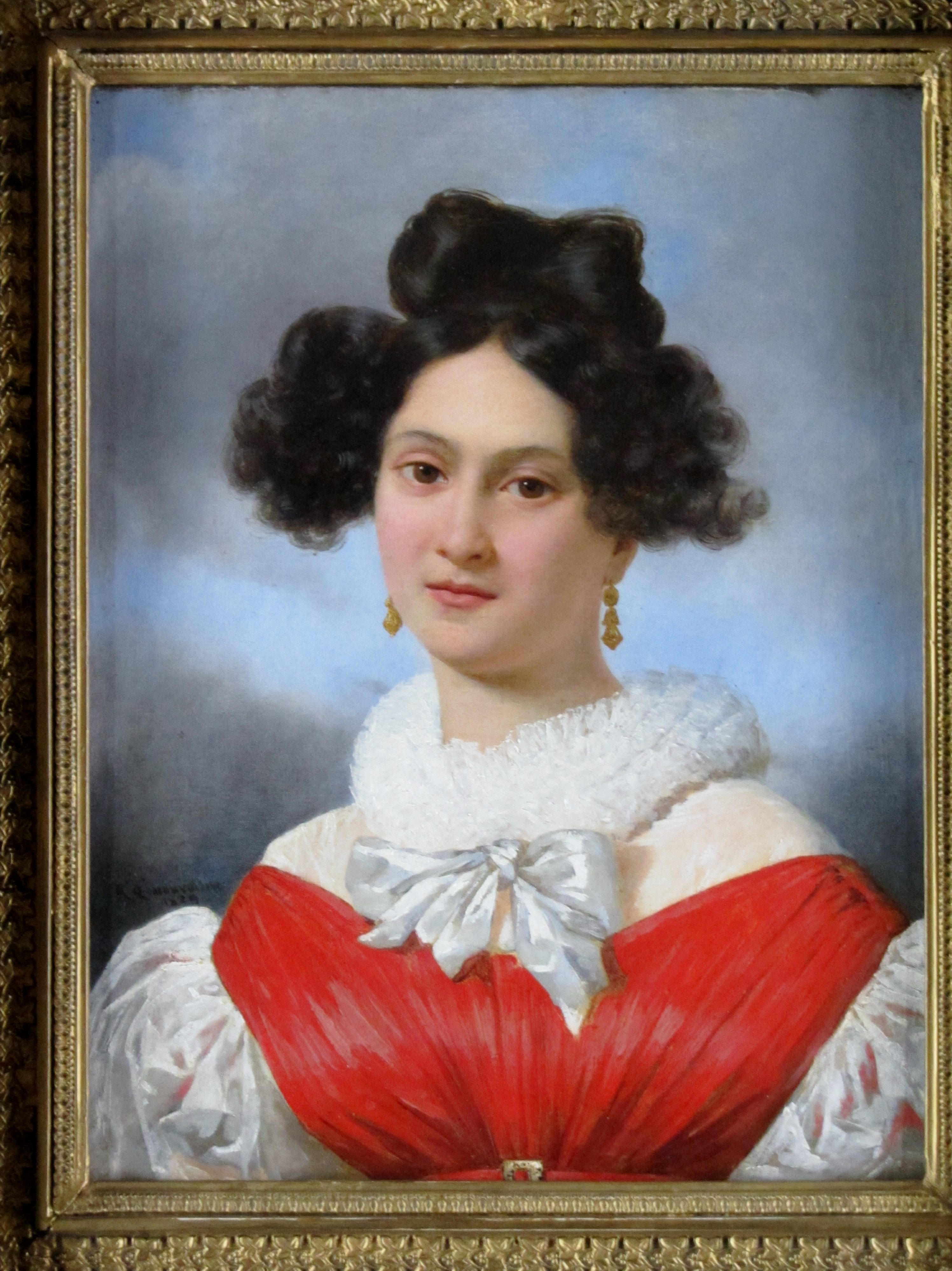
Doménica Festa

Su estadía en Roma no significó para Monvoisin un gran cambio en su formación, no solo porque el neoclasicismo seguía siendo la tendencia preponderante en Europa, sino también porque al año siguiente llegó a dirigir la Academia de Francia su maestro y protector Guérin, con lo que de hecho, fue como si continuara en el taller parisino de este último. 
Lo más importante que le ocurrió a Monvoisin en Roma fue el haber conocido a Doménica Festa (1805/7- 1881), hija menor del pintor Felice Festa (n. 1763/4), pintora miniaturista y acuarelista ella misma, con quien se casó en la iglesia de San Luis, el 5 de marzo de 1825, al final de su estadía. Aunque su beca cubría solo un trienio, gracias a Guérin pudo permanecer hasta ese año, cuando regresó a Francia con su flamante esposa. Se instalaron en un apartamento en la calle Odeón de París, Doménica dio a luz a una hija, Bianca (Blanca), en 1834 y Raymond se dedicó a ganar dinero pintando retratos. Dominique Monvoisin o simplemente Madame Monvoisin, como se conocería desde entonces a su cónyuge, también participaría en los Salones de París con sus obras.
Fueron años felices en los que Monvoisin, aunque siguiendo básicamente en el neoclasicismo, se ve influenciado por Dominique Ingres y Francisco de Goya, lo que se refleja en cuadros como el retrato de su hija Blanca, a los tres meses de edad, y el de su esposa; pinta asimismo entonces el primero de sus cuatro autorretratos. A fines de los años 1820 y principios de la siguiente década el orientalismo y la nostalgia por lo exótico se ponen de moda —el gran Eugène Delacroix, por ejemplo, realiza en 1832 un viaje de seis meses por Marruecos y Argelia, lo que influirá a partir de entonces en toda su obra—, a lo que no permanecerá ajeno Monvoisin. Esta fascinación por el Oriente está presente en la enorme tela Alí Pachá y Vasiliki (345 x 272 cm), que expuso en el Salón de 1833 y que estuvo entre los cuadros que decidió llevar consigo a América (pertenece ahora a la pinacoteca del Palacio Cousiño). 
Monvoisin recibe el encargo de realizar unos cuadros para el Palacio de Versalles y también pedidos de otros personajes como el duque Luis Felipe de Orleans, futuro último rey de Francia con el título de Luis Felipe I, para el que pinta, por ejemplo, Pastora soninesa. Precisamente esta última obra, junto con La partida, ambas inspiradas en Oriente, marca el cambio de estilo en el bordelés. El duque le encarga también Telémaco y Eucaris (294.6 × 251.5 cm, pertenece a la colección del Instituto de Artes de Minneapolis, pero en 2015 no se estaba expuesto).

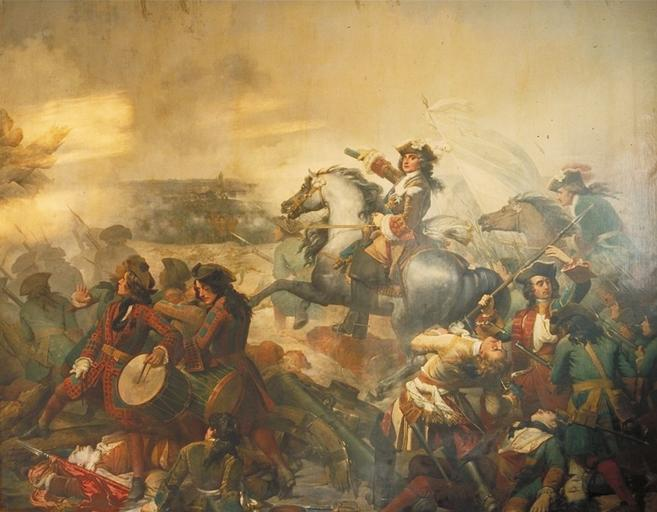
La batalla de Denain

Hacia 1836 la estrella de Monvoisin comienza a apagarse, aunque no de inmediato: continuará exponiendo en los Salones de París (en el de 1831 había obtenido medalla de oro con La exaltación de Sixto V) y en 1839 será condecorado con la Legión de Honor. Pero por ese entonces se juntan varios problemas: a raíz de un cuadro encargado por Luis Felipe, entra en conflicto con Alphonse de Cailleux (1788- 1876), secretario general de los museos reales que en 1836 había sido nombrado director adjunto del Louvre. 
Cailleux critica La batalla de Denain —pintada en 1835 y que Monvoisin se había negado a mostrársela, a pesar de las peticiones recibidas, antes de terminarla—, y le exige que modifique algunos aspectos del lienzo. El bordelés se niega y surge una enemistad con Cailleux que le envenenará su espíritu. La tela encargada por el duque de Orleans el 5 de julio de 1834 (por la que se había pagado 12.000 francos) para la Galería de las Batallas del Palacio de Versalles nunca llegó a destino y se conserva en los depósitos del Museo de Bellas Artes de Burdeos. 
Monvoisin estaba insatisfecho también con los cuadros de los reyes merovingios y mariscales de Francia que había comenzado a pintar a comienzos de la década para la galería histórica del citado palacio con el fin de ganar dinero para vivir, lo que se reflejaba en el resultado de las pinturas. Por ello, se puede decir que el conflicto surgido en torno a La batalla de Denain resultaba, a fin de cuentas, natural y predecible.

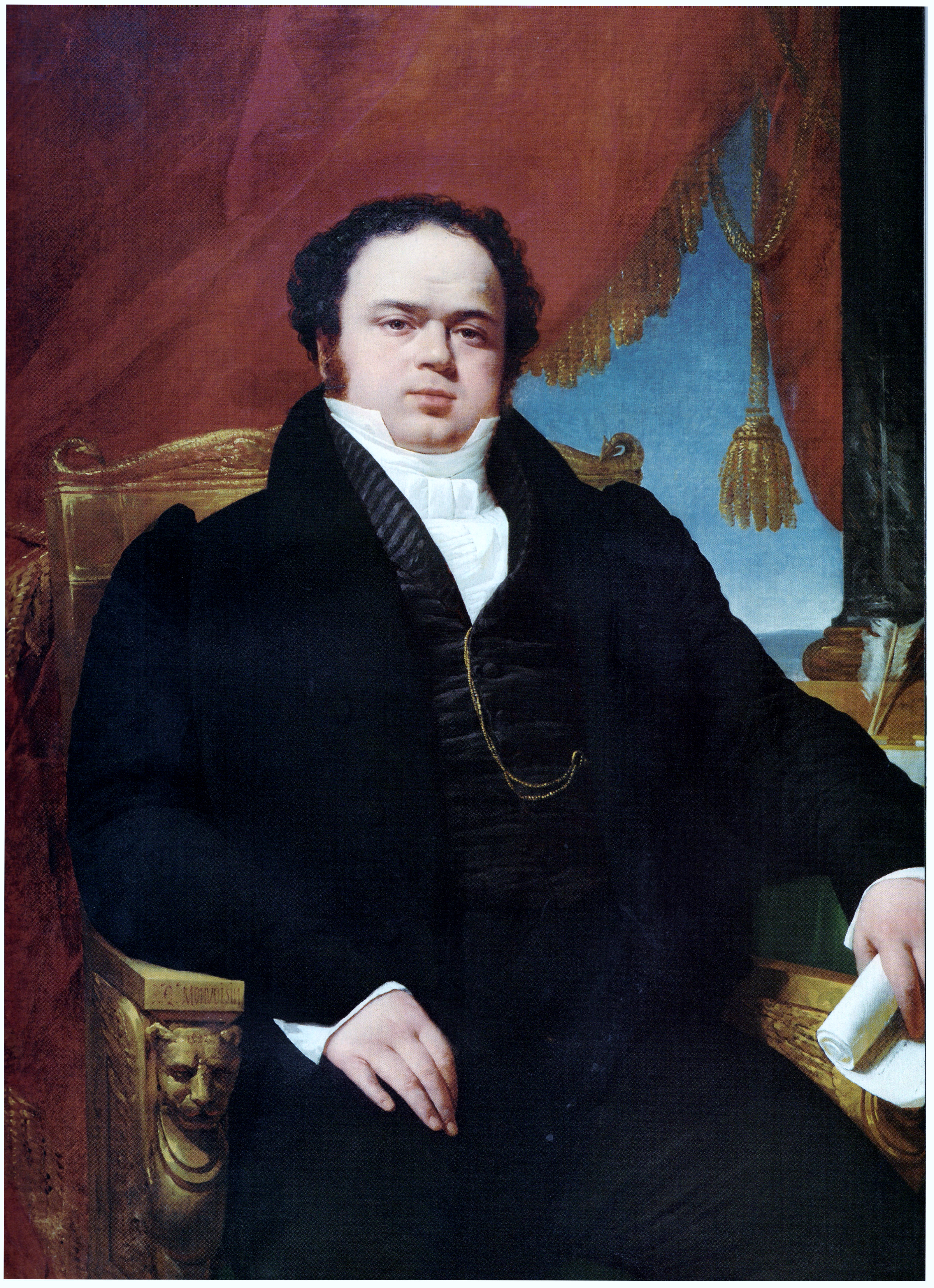
Mariano Egaña en 1827

A esto se le unieron las desavenencias con su esposa y problemas de salud que culminaron en una bronconeumonía que casi lo mata en 1840. Como explica Ana Francisca Allamand: «Resumiendo, para 1842 Monvoisin estaba enemistado con Cailleux, el encargado del arte real; su salud era delicadísima; se había separado de su esposa; y era víctima de una creciente sensación de decepción y rechazo —real o sentida— por parte de su sociedad. Sumando todos los factores, el pintor decidió buscar nuevos horizontes, pues París le parecía agotado.»
El bordelés había hecho buenos amigos chilenos en la capital francesa. Había retratado a Mariano Egaña en 1827, cuando este era encargado de negocios en Francia. Egaña lo contactó con Pedro Palazuelos, cónsul general en Francia y los Países Bajos, y con José Miguel de la Barra (quien lo reemplazó en su cargo en 1830 después de que Egaña, en 1829, regresara a Santiago), de quienes era cercano. Además, Monvoisin pintó en 1838 a Francisco Javier Rosales, quien, a su vez, asumió ese año el cargo que dejaba De la Barra. Rosales era tío de José Manuel Ramírez Rosales, alumno de Monvoisin en su taller parisino y a quien también retrató; ambos se convirtieron en grandes amigos del pintor.
Monvoisin contempló la posibilidad de irse a Rusia, donde tenía amigos que le invitaban, pero, debido a su frágil salud, temió partir a un país de clima tan frío, por lo que terminó inclinándose a favor de Chile. Egaña le había insinuado que se necesita una academia de pintura, que podría fundar con el apoyo del Gobierno. Francisco Javier Rosales le cursó la invitación y Monvoisin, a pesar de rondar ya los cincuenta años, decidió lanzarse a la aventura americana. El 28 de febrero redacta su testamento en París y parte a El Havre, desde donde zarpa solo, sin su esposa e hija, con destino a Valparaíso llevando consigo una veintena de cuadros.

### El viaje y su paso por Argentina

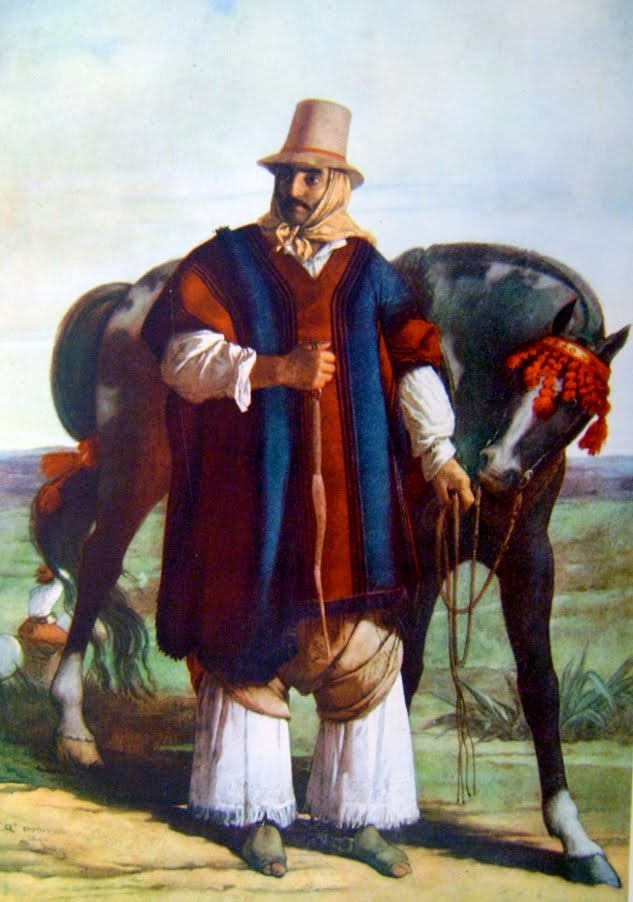
Gaucho federal

La travesía, como solía ocurrir en aquella época, fue una auténtica aventura que le impidió llegar a Valparaíso, como era su intención en un principio. Los primeros 120 días de navegación fueron tranquilos, pero en las zonas australes todo se complicó y el periplo casi terminó en naufragio cuando se acercaban al cabo de Hornos en medio de tempestades. El capitán del barco había enfermado y la tripulación decidió no arriesgarse: dieron media vuelta y enfilaron hacia el Río de la Plata para desembarcar en Montevideo, adonde arribaron sanos y salvos. Pero Monvoisin ya no quiso tomar nuevos riesgos marítimos y optó por la vía terrestre, llegando a Buenos Aires a mediados de septiembre de 1842. 
El bordelés se quedó en la capital de Argentina tres meses, que resultaron ser de los más fructíferos de su carrera, pues su biógrafo David James y otros especialistas en su obra consideran que aquí pintó tres excelentes cuadros, todos por encargo del barón Henri Picolet d'Hermillon (1797-1864), cónsul general del Reino de Cerdeña en Buenos Aires y Montevideo. Se trata del Gaucho federal, Soldado de la guardia de Rosas y Porteña en el templo (conocido también como Porteña en la iglesia o Retrato de Rosa Lastra). 
Para el escritor Martiniano Leguizamón el primero es "el mejor documento gráfico sobre el gaucho de esa época memorable; no solo por el ambiente de la pampa, el colorido del cielo y la valentía y propiedad de la airosa figura, pintada con mano maestra, sino también por la fiel reproducción de la indumentaria gauchesca".
  

El pintor argentino Eduardo Iglesias Brickles, sin embargo, ha considerado "amanerada" la representación que hace Monvoisin del gaucho en estas pinturas y escribe que el bordelés vio un "enorme parecido en las costumbres" de estos "con los beduinos del norte de África, coincidiendo con algunas descripciones que hace Sarmiento en el Facundo". 

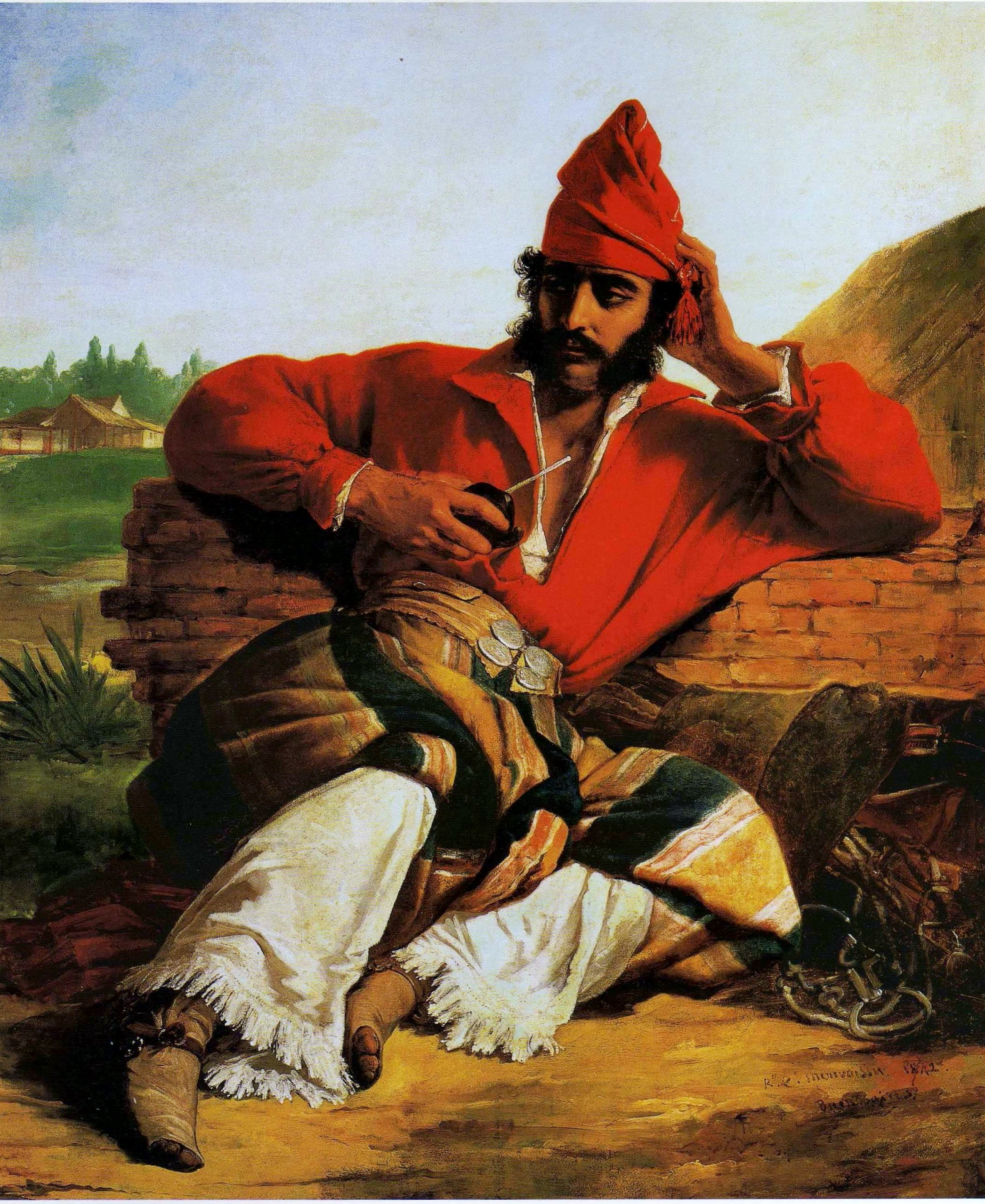
Soldado de la guardia de Rosas

 El cuadro en el que más se notan las influencias orientalistas y el gusto por lo exótico es en el segundo, pintado sobre un cuero de potro: "Este gaucho es una especie de caballero andaluz, que al mismo tiempo recuerda a algunas de las composiciones que Delacroix realizó en sus incursiones por Tánger y Argel. El personaje se supone que es un miembro de La Mazorca que monta guardia en la casa de Rosas en Palermo de San Benito. La actitud es displicente y está reclinado sobre un muro de ladrillos, apoyado sobre los aperos del caballo y ligeramente en escorzo. La mano derecha sostiene el mate, calza botas de potro y aún lleva puestas las espuelas. El color rojo de la chaqueta y del gorro, además de ser el color federal, sirve para poner en evidencia el chiripá y la nota blanca de los calzoncillos cribados. La rastra de cuero muestra el lujo de cuatro monedas de plata, lo que nos da la idea de que su rango no es el de un gaucho raso". Agrega Iglesias que aunque valioso, el cuadro "mantiene cierta extrañeza con el espectador argentino. Ese gaucho está viciado de mirada foránea. Casi es tan exótico para nosotros como para el que lo pintó".
El tercer cuadro pinta a una joven mujer de luto, rezando en una iglesia. La retratada es Rosa Lastra, hija de Domingo Lastra, quien junto con su hijo pereció degollado en la batalla de Chascomús, durante la derrota de la conjura planeada en 1839 contra la política de Juan Manuel de Rosas. Tres años más tarde, cuando la vio Monvoisin, seguía guardando luto de acuerdo a la antigua usanza española. Los templos bonaerenses de aquella época no tenían reclinatorios ni bancos, y las damas se sentaban y arrodillaban sobre una alfombra que era llevada por un sirviente negro, el que aparece representado detrás de la mujer; el blanco de su rostro y la luminosidad de las manos contrasta con la su oscura vestimenta y con la piel del sirviente.

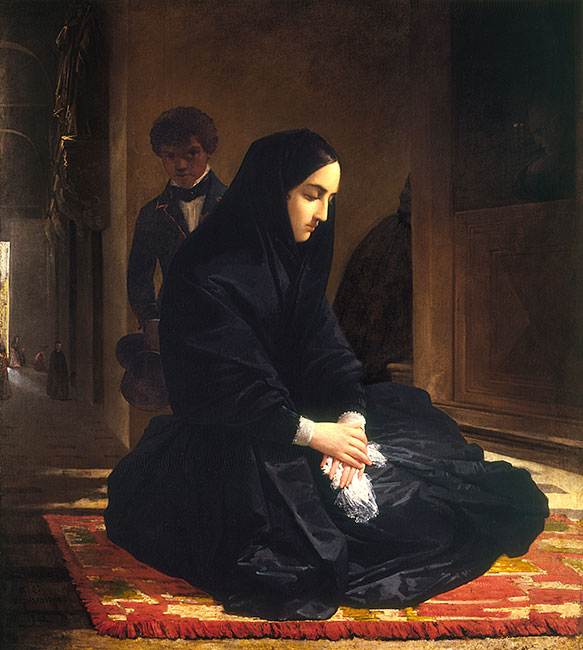
Porteña en el templo

En la capital argentina, Monvoisin se alojó en una quinta en la parte sur de la calle larga de Barracas (hoy avenida Mitre en Avellaneda), donde recibió muchos encargos. Se convirtió en visita frecuente de Faustino Lezica (14.02.1798-09.03.1845) y su esposa Florencia Thompson (06.11.1812-1902), a cuyos hijos retrató, así como también a la familia Llavallol. Pintó asimismo a Rosas, cuadro que no terminó en Buenos Aires, de donde huyó cuando creyó que el dictador quería eliminarlo. El lienzo, reproducido con frecuencia, se lo llevó inconcluso a Chile y después a Francia, en donde a principios del siglo XX Eduardo Schiaffino, el director del Museo Nacional de Bellas Artes, lo compró junto con una serie de otras obras. "Tuve temor de caer bajo sus golpes a consecuencia de una circunstancia ajena a mí, y hube de partir secretamente", escribiría después Monvoisin en una especie de memorias. 
El bordelés emprendió su fuga en un coche de cuatro asientos que había comprado y que compartió con algunos viajeros en una caravana compuesto de otros 22 carros. En el camino, fueron perseguidos, según el pintor, por los hombres de Rosas: "me perseguían para degollarme", aseguró, pero la verdad es que bien podrían haber sido bandoleros los que seguían al convoy. El viaje fue difícil, pasaron hambre —lo que, según contó Monvoisin, lo hizo convertirse en cazador— y se demoraron 50 días en recorrer 100 kilómetros; durante el trayecto, perdió 9.000 francos que había ganado en la capital argentina con sus retratos. Cuando por fin llegaron a Mendoza, fueron celebrados con comidas y bailes. En esa ciudad realizó algunos cuadros, con el retrato grupal de la familia Serpa y Villanueva. El 12 de enero de 1843 dejó Mendoza, el 23 llegó al paso de San Rosa y a fines de mes arribó a Santiago.

### Monvoisin en Chile y viajes a Perú, Francia y Brasil

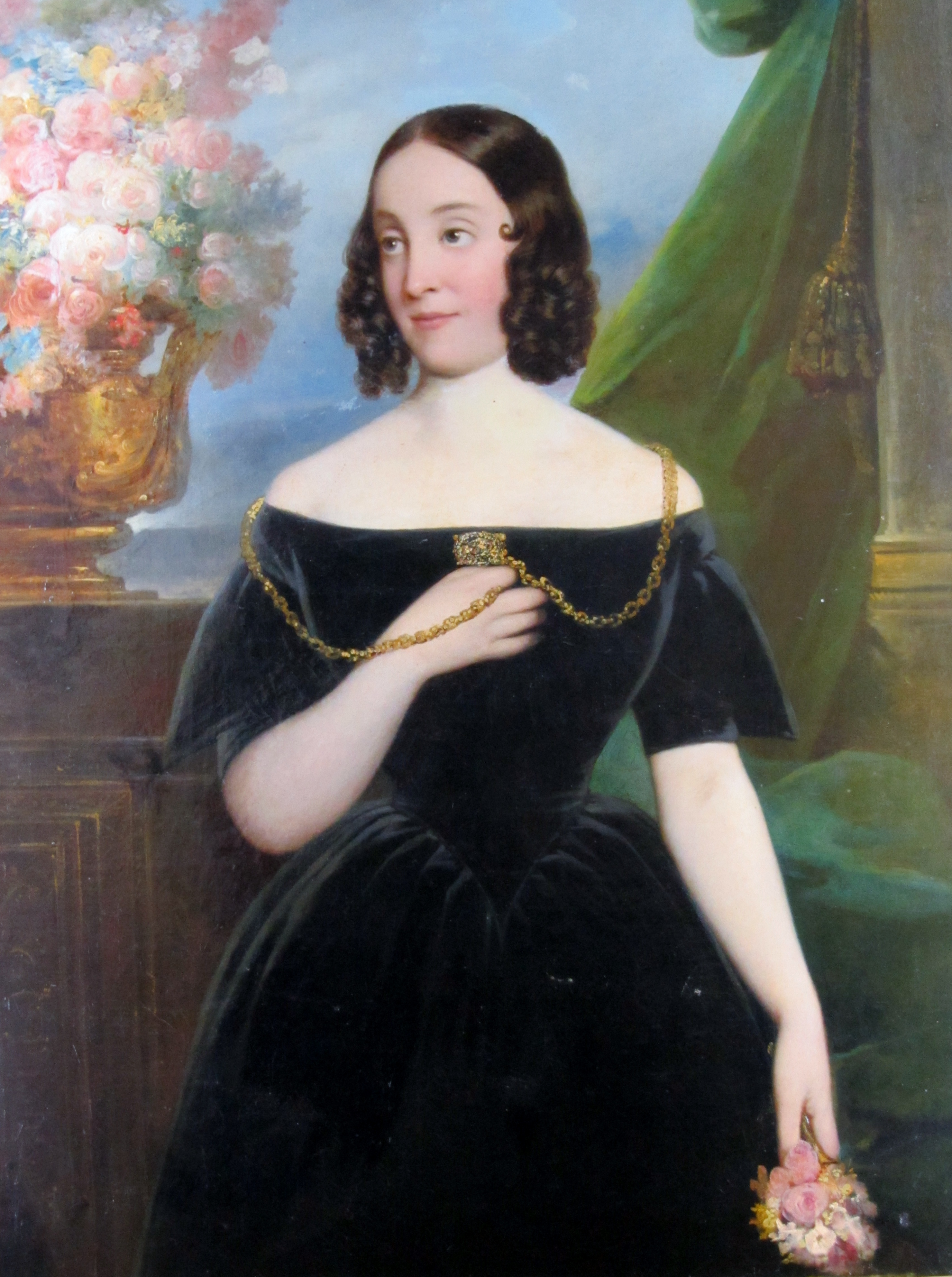
Emilia Herrera Toro

El Gobierno de Chile, encabezado por Manuel Bulnes, lo había invitado a dirigir la Academia de Pintura, que finalmente se crearía el 17 de marzo de 1849, pero sin él. El pintor francés había llegado a Santiago de Chile con pocos recursos, pero precedido de fama, lo que le permitió introducirse entre las familias adineradas de la capital y trabajar como retratista de éxito. 
Raimundo Monvoisin —como se conocería al pintor en Chile y los países vecinos, con el nombre de pila españolizado según la costumbre de la época— cumplió sus planes de crear una escuela de pintura, pero nunca fue estatal por falta de recursos de parte del gobierno, sino privada. Como profesor adjunto contrató, entre otros, a José Luis Borgoño, que había sido su alumno en París, al artista oriundo de San Juan Benjamín Franklin Rawson (1820-1871) y, como inspector, al mendocino Gregorio Torres (1820-1875), talentoso escultor; entre sus discípulos tuvo a Francisco Mandiola y Procesa Sarmiento. El mismo Monvoisin enseñó dibujo también en el colegio de Manuela Cabezón Rodríguez, donde tuvo entre sus alumnos a Gregorio Mira, padre de las hermanas Aura y Magdalena Mira, destacadas pintoras chilenas.
Su intención de organizar lo más rápido posible una exposición de sus cuadros la cumplió prontamente y ya en marzo de 1843, es decir, a tres meses de llegado, inauguró, en la antigua Universidad de San Felipe (donde había instalado su escuela), una muestra para la que eligió nueve de la veintena de telas que había traído consigo. Estas eran: Alí Pachá y Vasiliki, Blanca de Beaulieu (ambas presentadas en el Salón de París de 1833), Aristómenes, Eloísa en el sepulcro de Abelardo, Juana de Arco, Mendigo español, Niño parisino pescando y el bosquejo Misa católica. El éxito de la exposición contribuyó a que lograra fácilmente su tercera meta, que era retratar a la alta sociedad santiaguina, dispuesto a pagar altos precios por ser inmortalizados en los lienzos del francés.

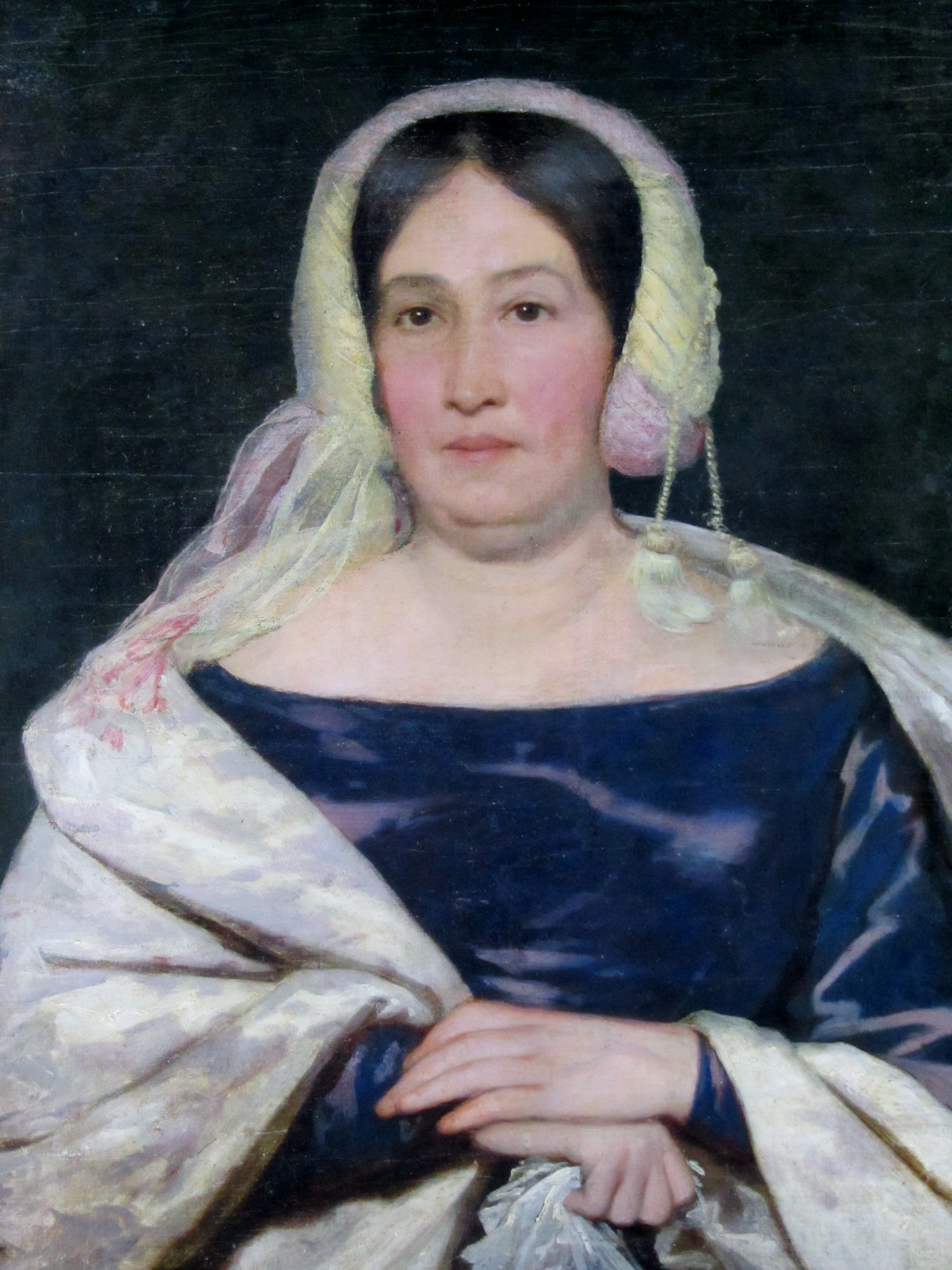
La madre de Ramírez Rosales

El taller de Monvoisin adquirió pronto, según Diego Barros Arana, "caracteres de fábrica. Tal era la rapidez y manera en que ejecutaba los trabajos". Para poder satisfacer los numerosos encargos, se dice que a menudo el bordelés se limitaba a pintar las cabezas y bosquejar los cuerpos, dejando a sus ayudantes, especialmente a Clara Filleul (1822-1888), que hicieran el resto. El precio del retrato variaba en dependencia de lo que aparecía en el cuadro; así, medio cuerpo costaba 6 onzas de oro; si querías agregarle una o dos manos, había que pagar otra onza por cada una. Mario Velasco, que fue el curador de la exposición Las mujeres de Monvoisin —realizada en 2015 en el centro cultural santiaguino Las Casas de Lo Matta, de la Corporación Cultural de Vitacura— y que rodó una película sobre el francés, explicita: "El rostro era lo más caro. Es la tradición europea. Goya también cobraba por el rostro y si el cliente quería manos cobraba más. En el caso de Monvoisin, el fondo del cuadro lo pintan sus ayudantes. Los ropajes, él y Clara Filleul".
El crítico Waldo Vila considera que muchos de los retratos del bordelés "son gélidos, de técnica académica", pero como explica Velasco, si los retratados o temas le llamaban la atención, como se ve en el retrato de Andrés Bello, se esmeraba. "Tenía inquietudes de otro tipo y aunque las desarrollaba en tiempos más reducidos, muestran a un hombre con una afición por temas más universales", sostiene Velasco. Esta situación la resumió en su tiempo Benjamín Vicuña Mackenna con estas palabras: "Sabía ser grande, mediocre o malo, según su capricho, su ganancia o su gloria".
Sea como fuere, sus óleos resultaron decisivos para que la nueva sociedad chilena adquiriera los gustos de la moda europea, especialmente la francesa. Monvoisin participó activamente en la vida cultural chilena y realizó una gran cantidad de retratos —se calcula que pintó alrededor de quinientos—, los cuales funcionan como registro de la clase alta de chilena del siglo XIX. Además de pintar a las damas y caballeros de la aristocracia, Monvoisin ha dejado retratos de personajes ilustres, el presidente Bulnes, Andrés Bello (el original de este cuadro se encuentra en la Casa Central de la Universidad de Chile, en el despacho del rector, y en el Palacio de la Moneda hay una copia), Manuel Montt, Javiera Carrera... 

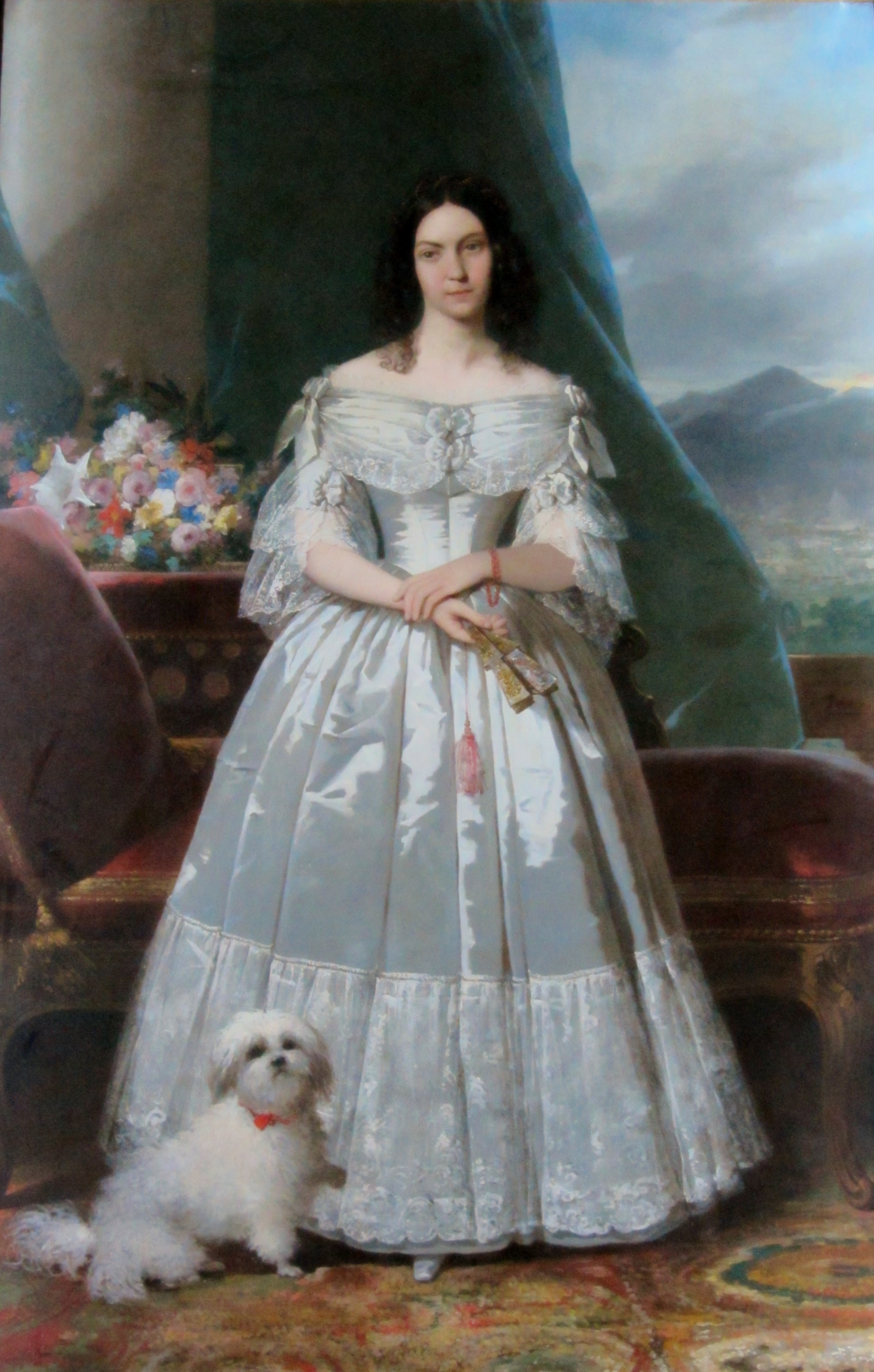
Dama de Perú

A pesar del éxito que tuvo inmediatamente en Chile, Monvoisin decidió, en 1845, partir al Perú a probar suerte. Ese año había conocido en Santiago al pintor bávaro Mauricio Rugendas, quien venía llegando del país vecino y puede que le aconsejara visitarlo. Iba acompañado de su leal ayudante y pareja de ese entonces, Clara Filleul, según el biógrafo del francés David James. En Lima abrió un taller en la casa de los Lisson, influyente familia peruana, donde se repitió lo ocurrido en Santiago: la élite de la sociedad desfiló ante el bordelés para ser retratada. Pintó al presidente Ramón Castilla y encontró al artista Ignacio Merino que había sido discípulo de Paul Delaroche en París y que se convirtió en su alumno. 
De regreso en Chile, con el dinero ganado durante su viaje peruano, compró en 1846 la hacienda de Los Molles, en Marga Marga, cerca de Quilpué, decoró sus muros con pinturas de flores y musas que él mismo hizo. Fue allí donde pasó desde entonces la mayor parte del tiempo cuando no viajaba para cumplir los encargos de sus clientes. En Valparaíso conoció al intelectual argentino Bartolomé Mitre, quien más tarde se convertirá en presidente del vecino país. Al año siguiente hace un segundo viaje a Perú y luego a Francia, donde trata infructuosamente de convencer a su esposa Doménica que lo acompañe a vivir a Chile. Sí consigue la promesa de su sobrino Gastón de irse a Chile para hacerse cargo de la haciendo, que él confiaba en poder hacer producir. Zarpa de regreso a América del Sur en la nave francesa Le Vaillant y llega a Río de Janeiro el 15 de octubre.
Allí, Monvoisin retrató a Pedro II de Brasil y a su esposa Teresa Cristina de Borbón-Dos Sicilias. A pesar de que el retrato del emperador fue ejecutado con gran rapidez, cautivó a la familia real —lo colocaron en el Salón de los Embajadores de la residencia imperial, la Quinta da Boa Vista, en Río— y, luego de ser presentado en Exposición General de Bellas Artes, también a gran parte de la sociedad carioca. Hubo, es verdad, algunas críticas que aparecieron el 14 de diciembre de 1847 en el periódico O Mercantil, pero no tuvieron consecuencias, aunque sí generaron una polémica. En ella, el gran defensor de Monvoisin fue el italiano Alejandro Cicarelli, quien, curiosamente, se radicaría definitivamente en Chile y que dos años más tarde lograría realizar la tarea que no cumplió el bordelés: fundar y hacer funcionar como su primer director la Academia de Pintura de Santiago. El 17 de enero de 1848, Pedro II condecoró a Monvoisin con la Imperial Orden del Crucero. Cuando la familia real tuvo que abandonar Brasil, se llevó el cuadro que instalaron en el castillo de Eu, en Francia.

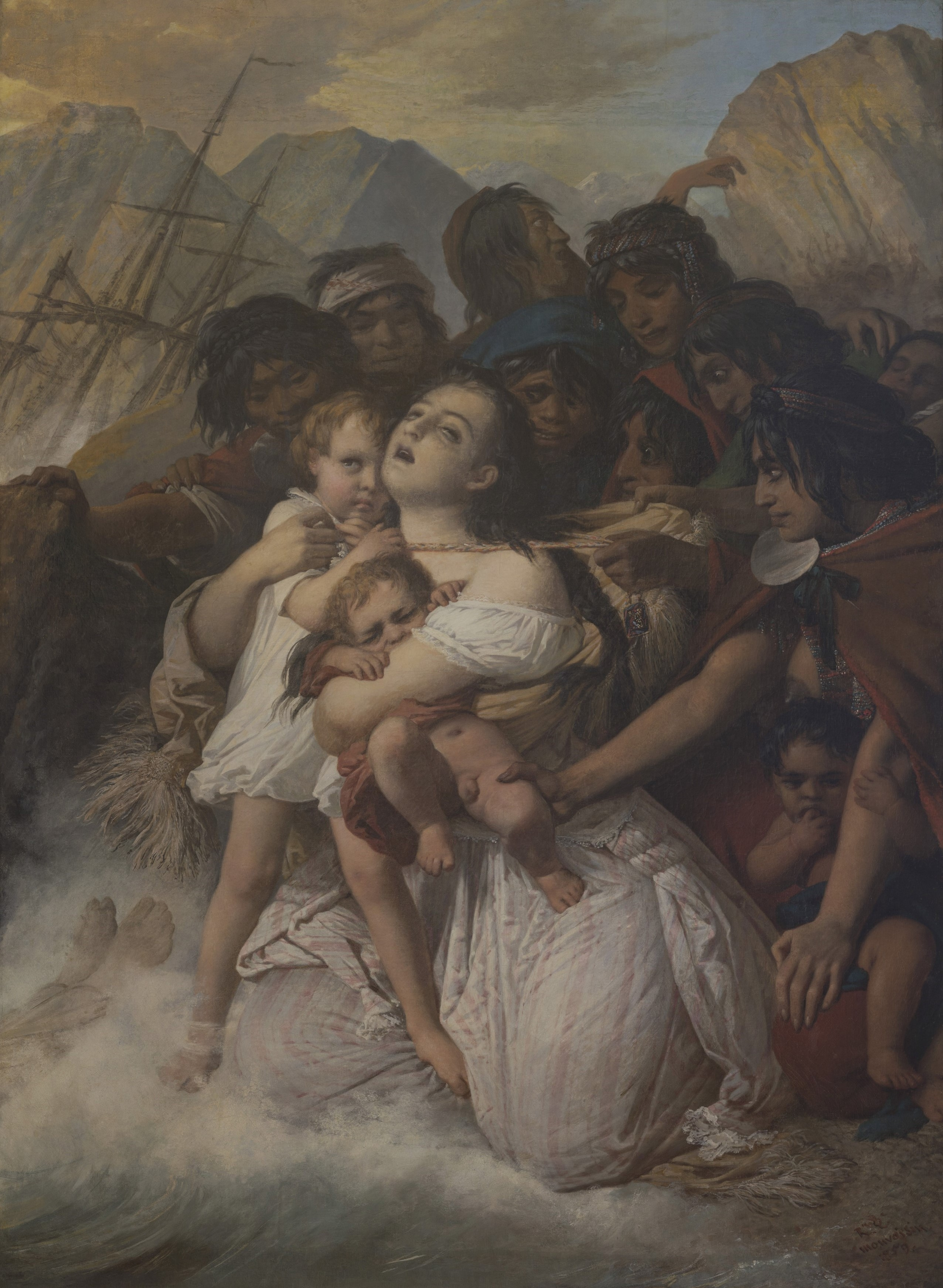
Naufragio del 'Joven Daniel

Cuando retorna a Chile, se instala en Los Molles; abre un taller en Santiago en el sitio que antes funcionaba el de Ernest Charton y otro, con la asistencia de Filleul, en Valparaíso (primero en la calle del Cabo y después en la del Colegio). Viaja por el país: en 1849 a Copiapó, donde se había embarcado en un negocio con minas de plata, que resultó un fracaso; sin embargo, retratando a los ricos locales pudo recuperar el dinero que había invertido; en 1852 a Concepción donde, por encargo del influyente terrateniente Francisco de la Arriagada Argomedo (1808-1872), realizan varias pinturas religiosas: un Cristo (338 x 235 cm.) para la catedral de la Santísima Concepción; una Virgen Purísima y el retrato de un canónigo; en 1854 a la Araucanía, donde preparó sus cuadros Naufragio del 'Joven Daniel' y Elisa Bravo en cautiverio. Ambos desarrollan el tema del rapto de mujeres blancas por indígenas, que en Chile fue tratado también por el citado Rugendas.
Pero la nostalgia se había apoderado de Monvoisin y a comienzos de 1856 hace público su deseo de regresar a Francia; organiza una venta de cuadros y diversos objetos de arte y el 3 de septiembre del año siguiente se embarca en Le Coquimbo, nave usada para transportar salitre que el 24 décembre arriba al puerto de Pauillac en la Gironda.

### Últimos años de vida

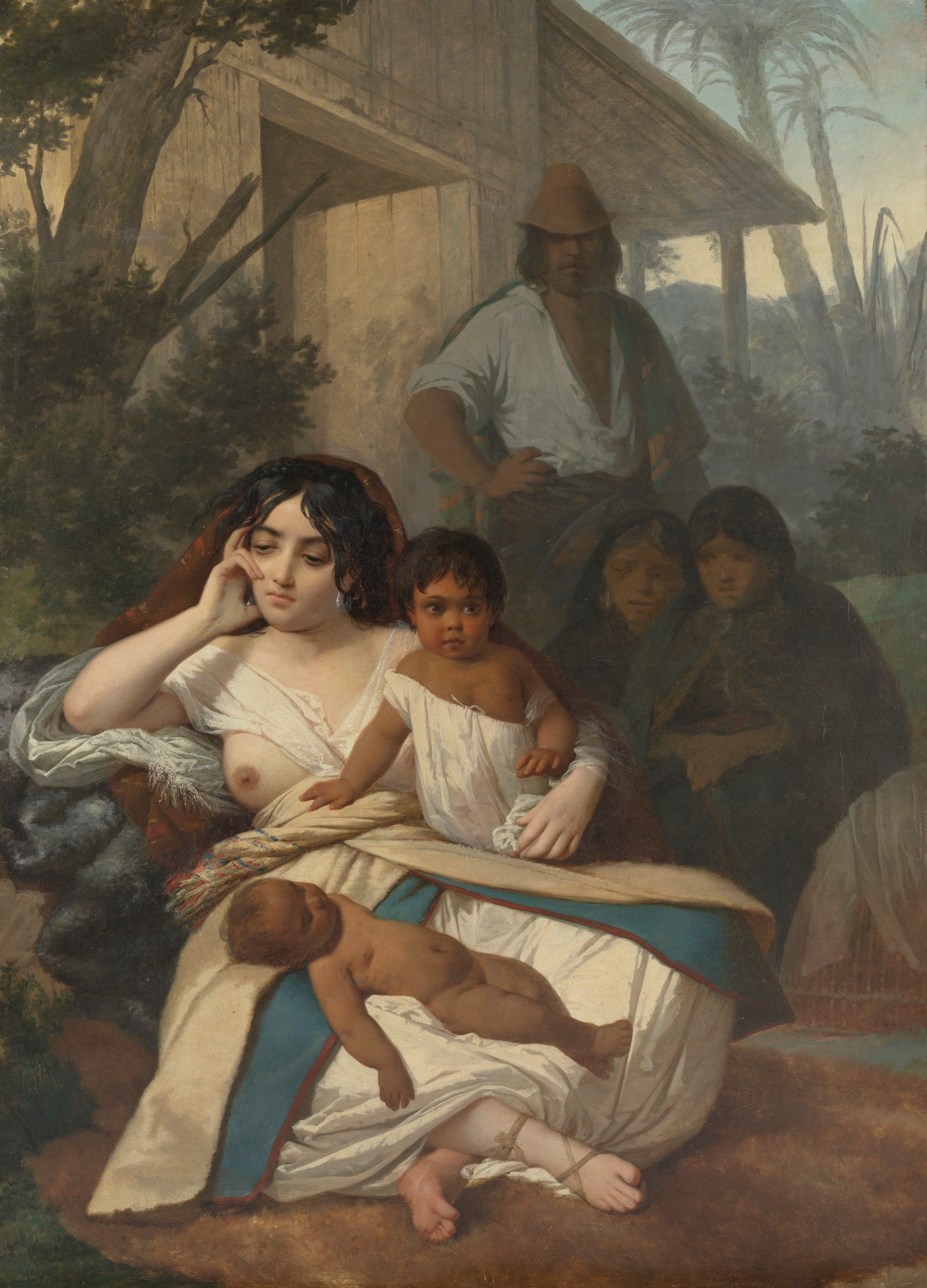
Elisa Bravo en cautiverio

A principios de 1858 llega a París, donde se instala en un apartamento de la tercera planta de Quai-Conti n.º 3. Pintará hasta el final de sus días, pero no tardará en desilusionarse y arrepentirse de haber abandonado Chile. "Tuve la debilidad de confiar todavía en mis conciudadanos. Error. Error. No encontré más que olvido e indiferencia y mi nombre casi borrado", escribiría en sus memorias. Sus cuadros ahora reflejan la nostalgia por América y están inspirados en las tierras que allí conoció. Las obras con las que participa en los Salones de París son precisamente de temas sudamericanos, impregnados por sus recuerdos como lo demuestran los títulos de los cuadros Dos esposos paraguayos —óleo expuesto en Salón de 1859; en el Museo Nacional de Bellas Artes de Buenos Aires se conserva una acuarela con el mismo tema—, El cacique Caupolicán, gran jefe de los araucanos, prisoniero de los españoles, Elisa Bravo, la naufragada o El naufragio del «Joven Daniel» —ambas telas serán compradas por la familia Cousiño Goyenechea a Dominique Monvoisin, la viuda del pintor—, Recuerdos de la cordillera, América del Sur, etc. Algunos cuadros de su serie de retratos y paisajes titulada Recuerdos de mis viajes en América fueron litografiados y divulgados en forma de estampas por la Maison Goupil.
Después de que su sobrino Gastón (Gaston-Raymond-Ernest Monvoisin /1821-1906/, grabador de profesión y activo como tal particularmente en los años 1860), el mismo que había administrado la hacienda Los Molles en Chile, tuviera un segundo hijo, el apartamento parisino se le hizo chico al pintor y ambos, asociados, compraron una casa en Boulogne-sur-Seine, en la calle de Sèvres nº25, donde fallecería nueve años más tarde.
En esta última etapa de su vida aumentó su interés por la homeopatía —al fondo del jardín cultivaba yerbas medicinales— y por el espiritismo, lo que lo llevó a tomar contacto con Allan Kardec, el fundador de la Sociedad Espiritista de París. Se hicieron amigos y Monvoisin pintó para el museo de espiritismo de Kardek cuatro escenas de la vida de Juana de Arco. En el Salón de 1867, el último en el que participó, presentó un solo cuadro: Portrait de M. A.K., que tiene el nº1092 del catálogo de dicha muestra, que probablemente se trata precisamente de un retrato de Kardec.
A principios de marzo de 1870 contrajo una neumonía, que fue la causa de su muerte el 26 del mismo mes. Su muerte pasó casi desapercibida en Francia, a diferencia de lo ocurrido en Chile.

## Estilo

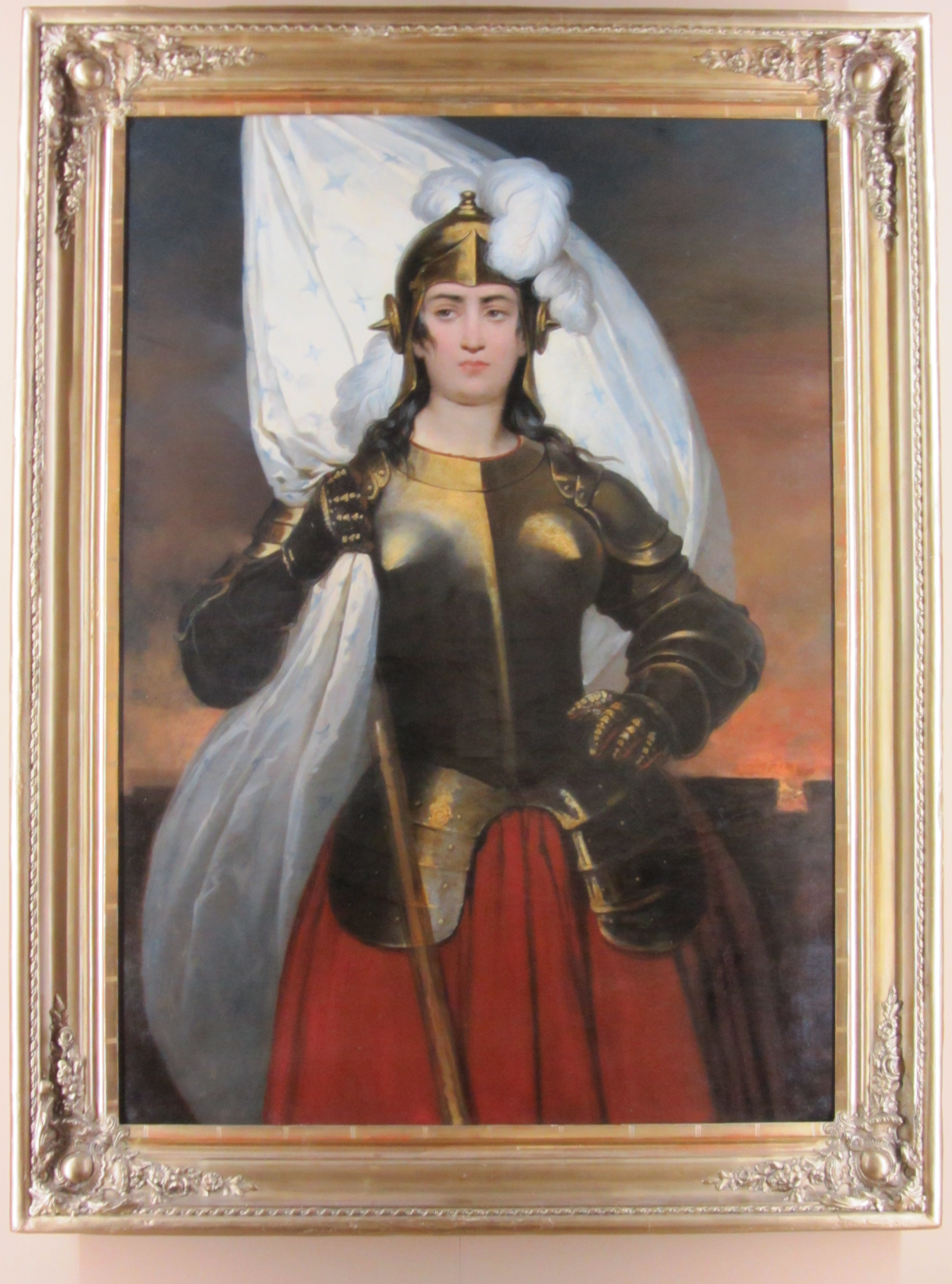
Juana de Arco

Monvoisin se dedicó a pintar fundamentalmente al óleo; en cuanto a estilos, pasó por muchos: el neoclasicismo en el que fue formado, se enriqueció con su espíritu romántico, que lo llevó a viajar; en América descubrió el naturalismo, que lo controla con un con rígido racionalismo, a favor de un idealismo más convencional. Los temas que exploró son la alegoría, algunas escenas costumbristas italianas, y el retrato, género que constituye la mayor parte de su producción en Chile.
Antonio Romera, en su Historia de la pintura chilena, escribe en el capítulo dedicado a Monvoisin: "Tiene de David la pasión por la vuelta a la antigüedad (Telémaco y Eucaris); de Ingres, su ansia por retornar a la Edad Media, a través de una concepción purista (reyes merovingios de las galerías históricas de Versalles); de Delacroix, la pasión y el pintoresquismo vernacular (Los refugiados del Paraguay)".
Para el crítico chileno Waldemar Sommer, como retratista Monvoisin "sería la réplica en tierras sudamericanas, hecha por un francés, de los famosos retratistas ingleses del siglo XVIII y comienzos del siglo XIX. Son retratos competentes, logran el parecido, son elegantes y dejan contentos a los que los encargan. Pero no son geniales". Sus retratos son interesantes, "sobre todo históricamente".
Como otros de los llamados pintores viajeros, Monvoisin es considerado un precursor de las bellas artes en Chile, país donde fue también uno de los primeros en pintar murales. Las paredes de yeso de las piezas de su hacienda de Los Molles, cerca de Quilpué, las decoró con murales al óleo que eran alegorías tituladas La Escultura, La Literatura, La Música y La Pureza; pintó asimismo un fresco: Flores chilenas. Las obras se conservaban todavía por lo menos en 2009. Aunque destacó particularmente en el retrato, también cultivó los temas históricos y el paisaje.

## Legado y reconocimiento de Monvoisin

### Francia
El 25 de noviembre de 1881, la municipalidad de Burdeos aceptó una serie de cuadros del pintor que Dominique Monvoisin le dejó en herencia, que incluían también obras de ella misma, acuarelista y pintora de miniaturas. Madame Monvoisin, nacida Doménica Festa, dejó a la Escuela de Bellas Artes de esa ciudad 800 francos de renta para instituir dos premios anuales de 400 francos, uno de pintura y otro de música, así como algunas pinturas al Museo de Bellas Artes de Angers. Una calle lleva su nombre en el barrio Belcier de Burdeos.

### Chile
Antes de llegar a Chile, Monvoisin escribió una carta al diplomático Francisco Javier Rosales en la que decía: "Su patria vendrá a ser la mía. Consciente de la reputación que he adquirido en Europa espero que mi nombre será citado, un día, con orgullo en Chile y que más adelante sus compatriotas podrán pronunciarlo con agradecimiento". Efectivamente, los chilenos recuerdan al bordelés como un precursor de la pintura nacional y las exposiciones de sus obras despiertan permanente interés. Especialmente exitosa fue la que se realizó en 2015 en Casas de Lo Matta, uno de los centros culturales de la comuna de Vitacura, con el título de Las mujeres de Monvoisin.
El cineasta Mario Velasco rodó (2006-2009) una serie televisiva sobre la vida de pintor francés en Chile (1843-1857), titulada Monvoisin, el retratista de América.
Varias arterias llevan el nombre del bordelés en Chile; por ejemplo en el barrio La Reina de Santiago (calle Pintor Raimundo Monvoisin), en Maipú (calle Monvoisin); en Quilpué, en La Serena...

## El problema del nombre Pierre: ¿uno o dos Monvoisin?

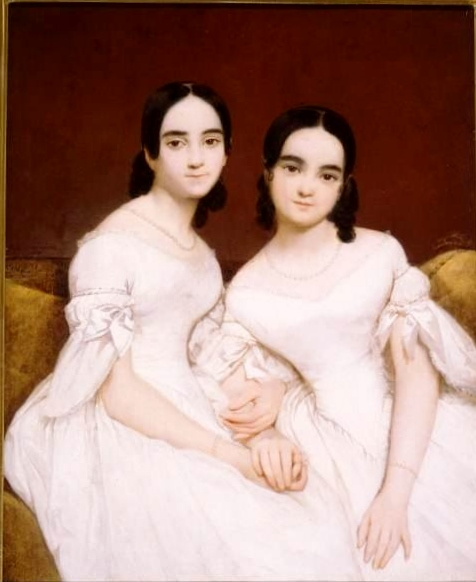
Pierre Monvoisin - Clarisse y Caroline Duchamp

Además de que en las fuentes que atañen al pintor bordelés figuran dos años distintos de nacimiento (véase la primera nota, abajo), aparecen diferentes combinaciones de nombres de pila que en las bases de datos se dan como variaciones pertenecientes a una misma persona: Raymond Auguste, Pierre Raymond Jacques y otras.
El problema que surge es que hay retratos de personas de Luisiana firmados por Pierre Raymond Jacques Monvoisin, aunque, como se afirma en la página del museo de ese estado, no existe ningún registro de que el pintor que estuvo activo durante una quincena de años en América del Sur haya visitado alguna vez Estados Unidos. El Louisiana State Museum tiene dos cuadros de su autoría: Clarisse and Caroline Duchamp y Mrs. Bernard Duchamp with Son Henri and Daughter Adele, ambos fechados en 1840. 

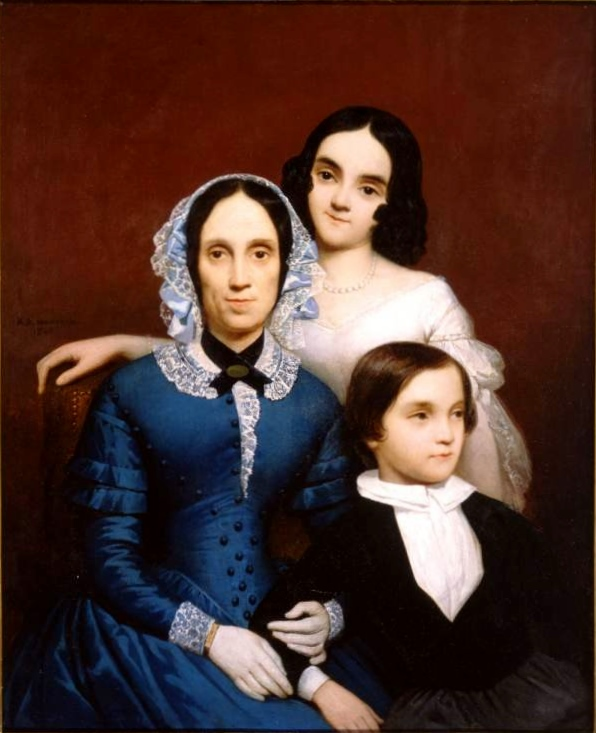
Pierre Monvoisin - La sra. Bernard Duchamp con su hijos Henri y Adele

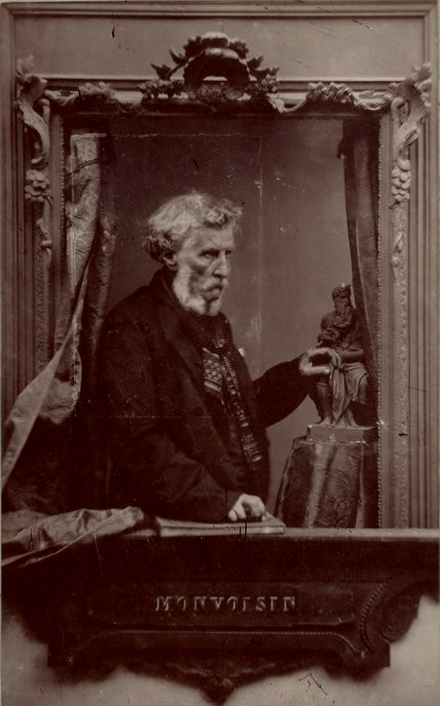
Monvoisin fotografiado por Dallemagne

En el libro sobre Monvoisin escrito por la especialista chilena en arte Ana Francisca Allamand, se dice que en 1808 "entró, junto con su hermano mayor Pedro, a la Escuela de Bellas Artes de Burdeos". Si Allamand está en lo cierto, significa que tenía un hermano llamado Pierre, nombre que pueden haber compartido como no era raro en el siglo XIX (piénsese por ejemplo, en Chile, en los hijos de Isidora Goyenechea, dos de los cuales compartían el nombre de pila de su padre Luis Cousiño: Luis Alberto y Luis Arturo; la familia Cousiño Goyenechea fue una de las principales compradoras de los cuadros del bordelés y en el Palacio Cousiño se conservan todavía cinco telas suyas, por la que la sala de la Pinacoteca se llama también Salón de Monvoisin); y quizá por eso posteriormente empezó a firmar sus cuadros agregándole el apellido Quinsac, que era, según la citada chilena, el de su abuela Toinette de Quinsac. En los catálogos de los Salones de París el bordelés figura generalmente solo como Monvoisin, y la primera vez que aparece este apellido con sus iniciales "R--Q" (por Raymond Quinsac) fue en el de 1841, el último en el que expuso antes de embarcarse con destino a Chile; en los de 1859, 1864 y 1867, los tres en los que participó a su regreso, figura ya como "Monvoisin, Raymond-Auguste-Quinsac". Sea como fuere, parece que efectivamente hubo dos Monvoisin pintores contemporáneos; por lo menos, en el Salón de 1836, el mismo en el que presentó el criticado cuadro La batalla de Denain, figura en la misma página y con la misma dirección "31, r. de l'Odéon" con la que aparece el bordelés y su esposa, un "Monvoisin aîné", es decir, "Monvoisin el mayor". En general, los Monvoisin eran una familia de artistas: Jean-Francois-Marie Monvoisin, hermano del pintor según el Museo de Luisiana, fue un destacado arquitecto en París y Gastón, su sobrino hijo de Pedro, era grabador en madera.